# دریس د بونت
دریس د بونت (انگلیسی: Dries De Bondt؛ زادهٔ ۴ ژوئیهٔ ۱۹۹۱ ‏(۳۳ سال)) دوچرخه‌سوار اهل بلژیک است.
از باشگاه‌هایی که در آن بازی کرده‌است می‌توان به ورانداس ویلمز–کرلان اشاره کرد.